# Elena Joly
Elena Joly (Елена Жоли) é uma jornalista e escritora nascida em Moscou que vive e trabalha em Paris. Joly é conhecida pela entrevista com o General Mikhail Kalashnikov, criador do fuzil AK-47, publicada no livro Ma vie en rafales (Minha vida em rajadas), traduzido no Brasil como "Rajadas da História: O fuzil AK-47 da Rússia de Stálin até hoje".
Ela dirigiu a coleção de cartas russas para as edições Actes Sud.

## Principais obras
- La Troisième mort de Staline (A Terceira morte de Stalin), entrevistas com intelectuais gorbatchéviens, Actes Sud, 1989.
- Ma vie en rafales (Rajadas da História), Mikhail Kalashnikov, Seuil, 2002.
- Vaincre a tout prix (Vencer a todo custo), entrevistas com combatentes russos da Segunda Guerra Mundial, Le Cherche midi, 2005.
- Les Deux Vies de Grace Kelly ( Две жизни Грейс Келли, Вагриус Плюс, As Duas Vidas de Grace Kelly), 2009.

## Traduções e outros
- Tatiana Tolstoy, Somnambule dans le brouillard, Je suis née à Leningrad (Sonâmbula na Névoa, nasci em Leningrado), Actes Sud.
- Victoria Tokareva, Rien de spécial (Nada de especial), Actes Sud.
- Alexandre Bouravsky, L'An II de la liberté, Actes Sud (O Ano II da Liberdade), Actes Sud.
- Mikhaïl Shatrov, Plus loin... plus loin... plus loin ! (Além...Mais...Mais!), Actes Sud.
- Iossif Guerassimov, On frappe à la porte (Batendo na porta), Actes Sud.
- Vladimir Makanine, Le Précurseur (O Precursor), Actes Sud.
- Sergey Bodrov, Liberté = Paradis (Liberdade = Paraíso), Actes Sud.
- Emmanuel Kazakevitch, Deux hommes dans la steppe (Dois homens na estepe), L'Âge d'homme.
- Valentin Rasputin, Mes leçons de français (Minhas aulas de francês), Librairie du Globe.
- Anatoli Gygouline, Les Pierres noires (As Pedras Negras), Actes Sud.
- Vyacheslav Pietsoukh, La Nouvelle Philosophie moscovite (A Nova Filosofia Moscovita), Actes Sud.